# 南埃尔多拉多
南埃尔多拉多是巴西南大河州的一个市镇。总面积509.699平方公里，总人口31322人，人口密度61.5人/平方公里。